# Seigneurie des Trois-Pistoles
La seigneurie de Trois-Pistoles est une ancienne seigneurie datant de la colonisation française de la Nouvelle-France. Elle était située dans l'actuelle municipalité régionale de comté des Basques dans le Bas-Saint-Laurent au Québec au Canada.

## Histoire
La seigneurie est concédée à Charles Denys de Vitré le 6 janvier 1687 par le gouverneur Denonville. C'est la possibilité de développer les pêcheries, en particulier la morue et la chasse au marsouin, qui attire De Vitré sur la seignerie et il n'y fait aucun effort de colonisation. Lors de sa concession son territoire mesure deux lieues de front sur le fleuve Saint-Laurent par deux lieues en profondeur dans les terres et inclut aussi la rivière des Trois-Pistoles et les îles environnantes.
En 1687, Denys de Vitré échange la seigneurie de Trois-Pistoles à Jean Rioux en contrepartie d'une terre de quinze arpents que ce dernier possède sur l'île d'Orléans. En 1751, les autorités de la Nouvelle-France concèdent à Nicolas Rioux le territoire vacant situé entre la seigneurie de Trois-Pistoles et la seigneurie du Bic en nommant ce fief seigneurie Nicolas-Rioux. Le nouveau fief de la famille Rioux mesure trois lieues de front sur le littoral sud-est du fleuve Saint-Laurent par quatre lieues de profondeur, sa limite étant la Baie du Ha! Ha!.
En 1724, les paroissiens de la seigneurie voit l'arrivée du père récollet Ambroise Rouillard qui pendant près d'une trentaine d'années, à l'exception de la période allant de 1735 à 1745, agit comme missionnaire itinérant et dessert les habitants de L'Île-Verte, Trois-Pistoles et Rimouski,. En plus d'être le « pasteur attentif, fidèle et dévoué » des citoyens du Bas-Saint-Laurent, le missionnaire aide aussi les familles en rédigeant les actes notariés de certains mariages et successions.
En 1751, les autorités de la Nouvelle-France concèdent à Nicolas Rioux le territoire vacant situé entre la seigneurie de Trois-Pistoles et la seigneurie du Bic en nommant ce fief seigneurie Nicolas-Rioux. Le nouveau fief de la famille Rioux mesure trois lieues de front sur le littoral sud-est du fleuve Saint-Laurent par quatre lieues de profondeur, sa limite est étant la Baie du Ha! Ha!.
La population de la seigneurie de Trois-Pistoles n'augmente guère dans la première moitié du XVIIIe siècle. Le nombre de famille qui s'y sont installés n'est que de six, dont celles des deux frères de Jean Rioux qui ont quitté l'île d'Orléans pour le rejoindre. Dans les deux décennies qui ont suivi la Conquête, la population augmente de manière plus importante et en 1784, on compte 141 personnes à Trois-Pistoles. En un siècle depuis sa concession à Denys de Vitré la position éloignée de Trois-Pistoles et du Bas-Saint-Laurent face à Québec, le centre de la colonie, et l'absence d'un lien routier rendent sa colonisation plus difficile.